# Roberto FitzWimarc
Roberto FitzWimarc (morto depois de 1075, em Theydon Mount, Ongar, Essex) foi um normando-bretão parente de ambos Eduardo, o Confessor e Guilherme II da Normandia, e esteve presente no leito de morte do rei inglês.
Nada de seu fundo se sabe, exceto o seu parentesco com a liderança inglesa e normanda e que seu nome parece ser bretão, Wiomar'ch. Foi levado para a Inglaterra por Eduardo e teve uma carreira de sucesso, sendo recompensado com numerosas terras em várias partes do país. Ele tinha um interesse especial em Essex e montou sua base principal em Clavering. Foi para Clavering na qual muitos dos normandos favoritos de Eduardo fugiram quando eles foram expulsos do poder político em 1052, antes de tomar um navio para o exílio. Apesar de ser um normando, Roberto ficou na Inglaterra e encontrou ainda mais favor com Eduardo, e, possivelmente, com Haroldo II de Inglaterra depois dele.
Roberto foi posteriormente feito xerife de Essex e foi descrito como regalia palatil stabilitor – alto oficial ou às vezes fundador – do palácio real. Quando Eduardo morreu em janeiro de 1066, Roberto foi um dos quatro conselheiros internos presentes no seu leito de morte, juntamente com a rainha, Edite de Wessex, o conde Haroldo Godwinson e o arcebispo Estigando, um evento lembrado na tapeçaria de Bayeux.
Roberto parece ter concordado com a sucessão de Haroldo ao trono, mas também parece ter mantido contato com sua terra natal. Quando Guilherme desembarcou em Pevensey foi Roberto que o contactou para aconselhar um retiro de volta para a França. O conselho foi que Guilherme aparentemente não tinha nem a força nem números para vencer uma batalha contra Haroldo, nomeadamente no qual o novo rei foi impulsionado por sua vitória contra os noruegueses em Stamford Bridge.
Roberto claramente permaneceu no favor de Guilherme depois de sua vitória em Hastings, e a sucessão posterior, como ele manteve suas propriedades, e foi ainda mais recompensado com os outros. Ele deixou suas extensas propriedades a seu filho Suen (Swein de Essex), que passou a construir o Castelo de Rayleigh. Roberto FitzWimarc parece ter sido um homem prudente, com um bom grau de sabedoria que ajudou a facilitar a transição da Inglaterra saxônica para normanda. É lembrado em Rayleigh, Essex, onde uma das escolas secundárias da cidade é chamada The FitzWimarc School.